# Торт Реформа
Торт «Реформа» (серб.  реформ торта) — шоколадный десерт, классический торт сербской кухни, также распространённый в странах бывшей Югославии. Присутствует в меню многих ресторанов и доступен во многих кондитерских. Этот торт подают на дни рождения или свадьбы, он имеет много вариантов на основании базового рецепта. Рецепты коржей и крема торта являются частью рецептов многих других тортов сербской кухни.
Рецепт торта «Реформа» состоит из приготовления коржей, шоколадного крема и шоколадной глазури. Коржи сделаны из яичных белков и орехов, обычно грецких, реже миндаля. А крем из взбитых желтков с сахаром и шоколадом, в которые добавляется сливочное масло.
В отличие от классического заварного крема и crème pâtissière, которые, помимо яиц, содержат молоко и муку для ускорения загустения, этот крем густеет медленно, и его приготовление требует большего внимания.
Сверху покрывается шоколадной глазурью. Вкус торта напоминает вафельно-шоколадный торт.
Несмотря на то, что торт Реформа очень популярен в сербской кухне, трудно с уверенностью определить происхождение рецепта и название торта. Большинство источников называют социалистические реформы в Югославии после Второй мировой войны, в результате которых яйца стали намного доступнее, что позволило реализовать такой рецепт при скромном бюджете. Характерный заварной крем на пару с яйцом без добавления молока, делает этот торт уникальным, его трудно найти в других кухнях.